# Cécile de Mecklembourg-Schwerin
Titres
Épouse du prétendant au trône royal de Prusse et au trône impérial allemand
4 juin 1941 – 20 juillet 1951
(10 ans, 1 mois et 16 jours)
Princesse héritière de Prusse
et princesse allemande
6 juin 1905 – 9 novembre 1918
(13 ans, 5 mois et 3 jours)
Cécile Augusta Marie de Mecklembourg-Schwerin, née le 20 septembre 1886 à Schwerin et morte le 6 mai 1954 à Bad Kissingen, est une duchesse de Mecklembourg-Schwerin, devenue par son mariage princesse royale (Kronprinzessin) de Prusse et de l'Empire allemand.

## Biographie

### Famille et jeunesse

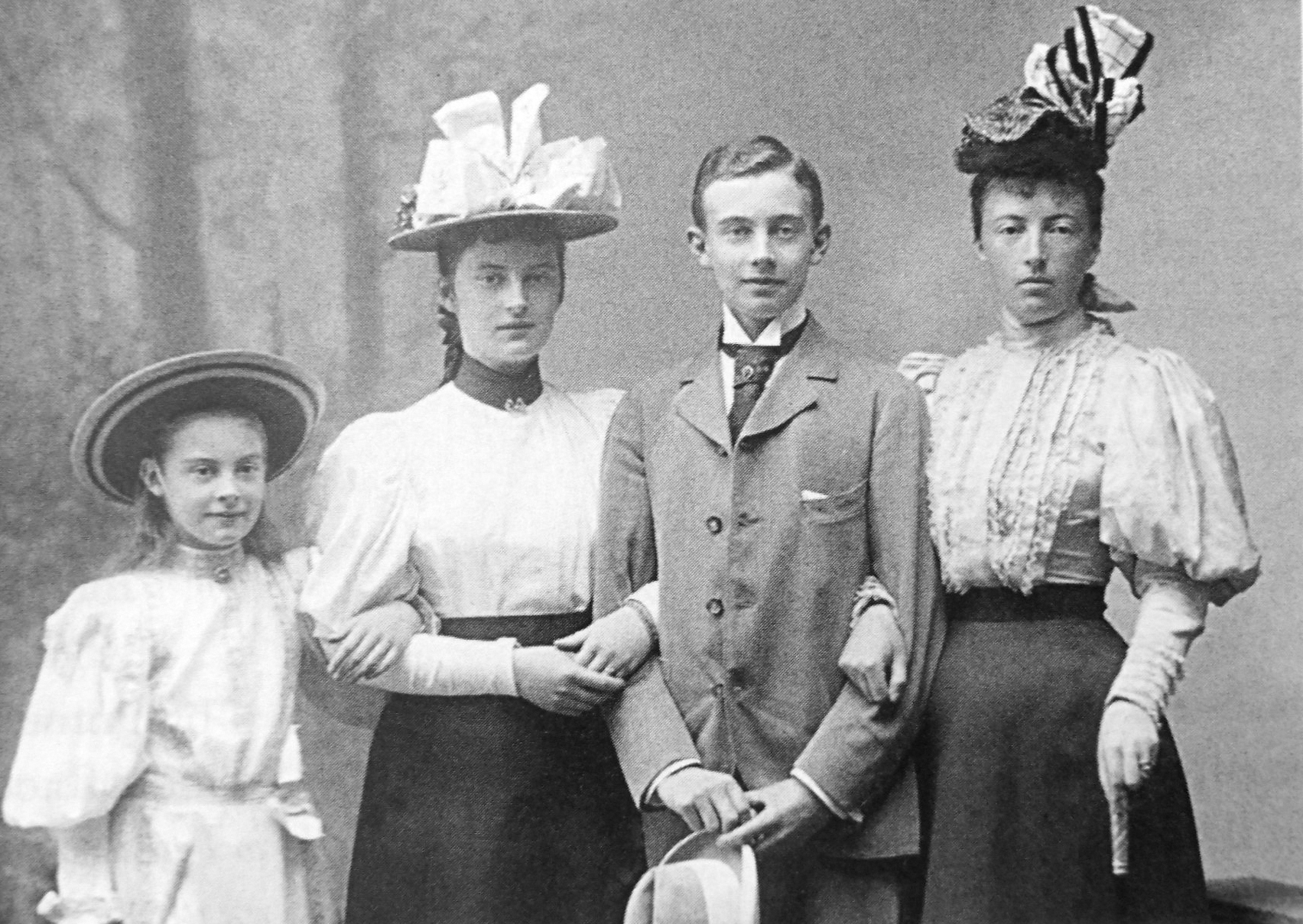
Cécile avec sa sœur, son frère et sa mère en 1890.

Née le 20 septembre 1886 à Schwerin, Cécile est le troisième enfant et la benjamine du grand-duc Frédéric-François III de Mecklembourg-Schwerin et de la grande-duchesse Anastasia Mikhaïlovna de Russie. Son prénom est un hommage à sa grand-mère maternelle et marraine, la princesse Cécile de Bade. Elle est la sœur d'Alexandrine et de Frédéric-François IV de Mecklembourg-Schwerin.
Elle passe la majeure partie de son enfance à Schwerin, au château de Ludwigslust et au pavillon de chasse de Gelbensande, à seulement quelques kilomètres de la côte de la mer Baltique. Son père est asthmatique et le climat froid et humide du Mecklembourg met en danger sa santé fragile. De plus, la grande-duchesse Anastasia s'ennuie en Mecklembourg et préfère résider sur la Riviera. En conséquence, Cécile passe beaucoup de temps avec sa famille à Cannes.
Lors d'un séjour à Cannes en hiver 1897, sa sœur rencontre son futur époux, le prince héritier Christian de Danemark. Après la mort de son père en avril de la même année, Cécile réside quelque temps avec sa mère au Danemark. Le mariage de sa sœur a lieu à Cannes en avril 1898. De 1898 à 1904, Cécile rend visite chaque été à ses proches en Russie. La princesse séjourne alors à Mikhailovskoe sur la baie de Cronstadt, la résidence d'été de son grand-père, le grand-duc Michel Nikolaïevitch de Russie.
La régence du Mecklembourg-Schwerin est pendant ce temps confiée à son oncle, le duc Jean-Albert.
En 1902, sa mère met au monde un enfant adultérin ; elle est déclarée persona non grata en Allemagne et en Russie.

### Princesse héritière de Prusse

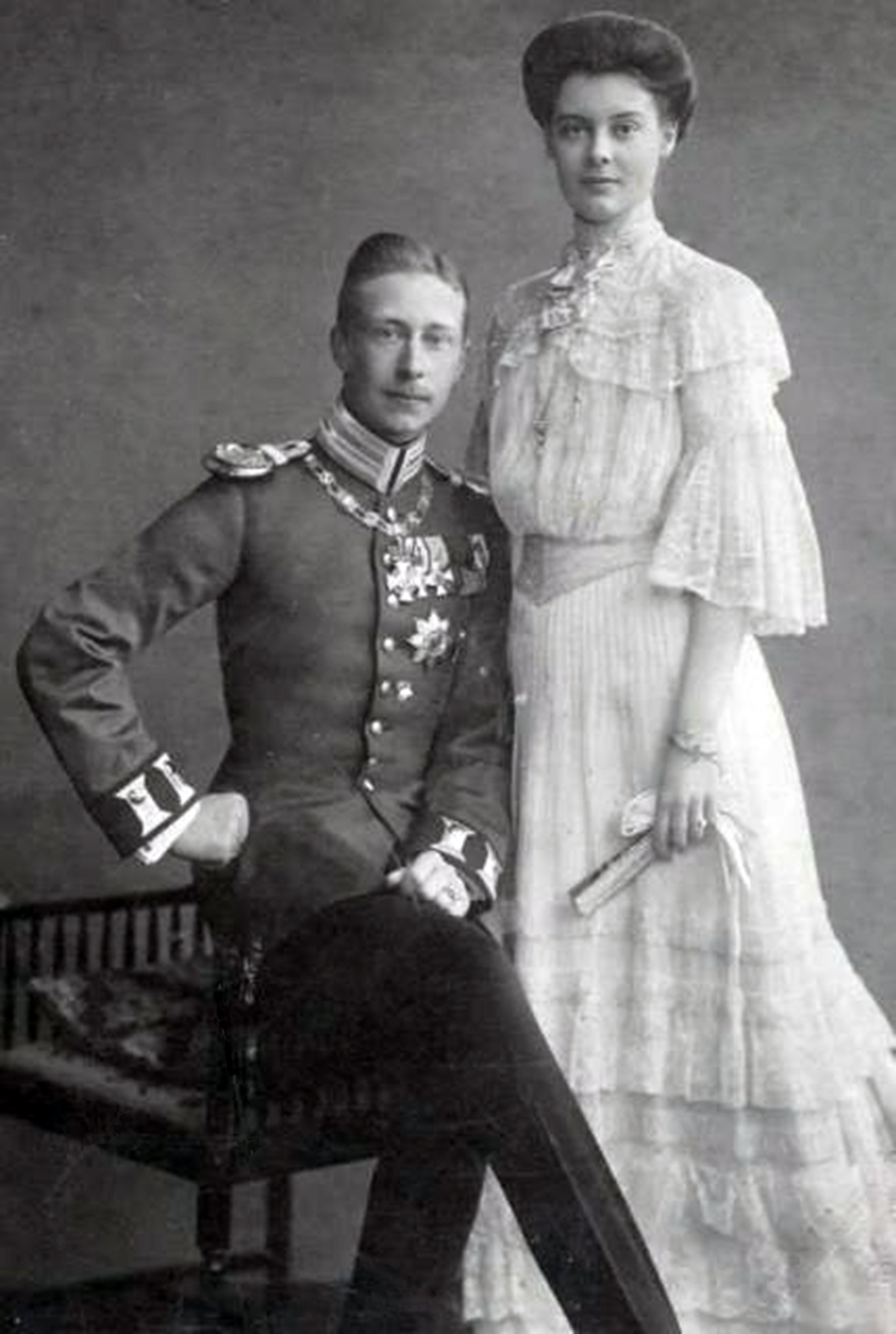
Cécile de Mecklembourg-Schwerin et Guillaume de Prusse en 1905.

Au mariage de son frère avec Alexandra de Hanovre à Schwerin en juin 1904, la princesse Cécile fait la connaissance de son futur époux, Guillaume de Prusse, fils aîné de Guillaume II et d'Augusta-Victoria de Schleswig-Holstein-Sonderbourg-Augustenbourg. Guillaume est frappé par sa grande beauté, ses cheveux et ses yeux noirs. Plus grande que la plupart des femmes de son temps, mesurant 1,82 m, Cécile est aussi grande que le prince héritier allemand. Le 4 septembre 1904, le jeune couple célèbre ses fiançailles au pavillon de chasse de Gelbensande. Le Kaiser, en guise de cadeau de fiançailles, fait construire un chalet à proximité pour le couple.
Le mariage de la princesse Cécile et du prince héritier Guillaume a lieu le 6 juin 1905 à Berlin. À cette occasion, la grande-duchesse douairière Anastasia est autorisée à titre exceptionnel à se rendre à la cour de Berlin. L'autorisation sera de nouveau accordée, pour la dernière fois, lors de la naissance de son premier petit-fils. Arrivée à la gare de Lehrte, la princesse reçoit sur le quai un bouquet de roses rouge foncé. Elle est accueillie au château de Bellevue par la famille impériale et fait ensuite une joyeuse entrée par la porte de Brandebourg avant d'assister à une salve de canon au Tiergarten. Des foules se massent sur l'Unter den Linden alors qu'elle se rend au château de Berlin. Guillaume II l'accueille au palais et la conduit à la salle des chevaliers où plus de cinquante invités de différentes maisons royales européennes l'attendent, dont le grand-duc Michel Alexandrovitch de Russie et l'archiduc François-Ferdinand d'Autriche. Le jour de son mariage, le Kaiser lui présente l'ordre de Louise.
La cérémonie de mariage a lieu en la chapelle royale ainsi qu'à la cathédrale de Berlin. À la demande de la mariée, la célèbre marche nuptiale de Lohengrin de Richard Wagner est jouée, ainsi que des extraits de Die Meistersinger von Nürnberg, sous la direction de Richard Strauss. Le couple royal reçoit en cadeaux de mariage des bijoux, de l'argenterie et de la porcelaine.
Six enfants naissent de cette union :
- Guillaume (1906-1940), épouse en 1933 Dorothée von Salviati (de) (1907-1972), d'où descendance ;
- Louis-Ferdinand (1907-1994), épouse en 1938 la grande-duchesse Kira Kirillovna de Russie (1909-1967), d'où descendance ;
- Hubert (1909-1950), épouse en 1941 la baronne Marie-Anne de Humboldt-Dachrœden (1916-2003). Après avoir divorcé en 1943, il épouse la princesse Madeleine de Reuß-Köstritz (de) (1920-2009), d'où descendance ;
- Frédéric (1911-1966), épouse en 1945 Lady Brigitte Guiness (1920-1995), d'où descendance ;
- Alexandrine (1915-1980), atteinte de trisomie 21, restée célibataire et sans enfants ;
- Cécile (1917-1975), elle-même porteuse d'une forme de trisomie 21, épouse en 1949 l'architecte américain Clyde Kenneth Harris (1918-1958), d'où descendance.

Bien qu'en public, le mariage semble parfait, des fissures apparaissent rapidement en raison des infidélités et du caractère autoritaire du prince héritier. Très tôt, il entame une série d'aventures qui tendent les relations du couple. Ainsi, annonçant à Cécile sa dernière escapade, la jeune femme pense à se noyer. Elle entretient elle-même une relation passionnée avec le baron Otto von Dungern (1873-1969), l'aide de camp de son mari. En découvrant que Dungern a également une liaison avec une autre femme de la cour, elle avoue tout à son mari qui ordonne au baron de démissionner en lui disant : « Seule ma considération pour sa Majesté impériale m'empêche de vous réduire en poussière ».
L'été, le couple réside au palais de Marbre dans le nouveau jardin de Potsdam et à partir d'août 1917 dans le nouveau château de Cecilienhof, offert par le Kaiser et baptisé en l'honneur de la princesse. Le reste de l'année, le couple vit au palais du Kronprinz à Berlin sur Unter den Linden.

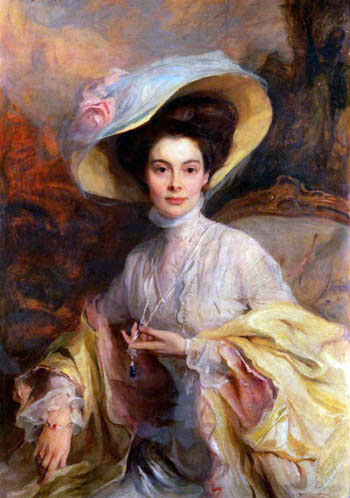
Portrait de la princesse par Philip de Laszlo en 1908.

Cécile devient rapidement l'un des membres les plus appréciés de la famille impériale allemande. Des contemporains soulignent sa beauté et son élégance. Elle suit de près la mode, ayant un faible pour les chapeaux, très vite imitée par des milliers de femmes et de jeunes filles allemandes. D'apparence calme et ouverte, elle a en privé un tempérament fougueux, n'acceptant pas la contradiction.
La princesse héritière fait preuve d'intérêt pour l'éducation des femmes, et c'est pour cette raison qu'un grand nombre d'écoles et de rues portent encore aujourd'hui son nom. Le 6 décembre 1906, elle baptise le SS Kronprinzessin Cecilie. Pour Cécile, qui a une grande passion pour la mer depuis l'enfance, c'est une grande joie. La vie de Cécile est composée d'une série constante de défilés militaires, de banquets d'État, de cérémonies officielles et de visites d'État. Vers la fin de 1910, le couple princier entreprend une tournée à Ceylan, en Inde et en Égypte. En mai 1911, il visite la cour de Saint-Pétersbourg. Une visite au roi George V et à la reine Mary suit en juin 1911. La reine Mary apprécie particulièrement le couple et reste en contact avec la princesse héritière jusqu'à sa mort en 1953.

### Première Guerre mondiale
Au déclenchement de la guerre en 1914, Cécile est de nouveau enceinte. Elle est bouleversée par la trisomie de sa fille Alexandrine, condition dont son autre fille sera aussi porteuse à un degré moins handicapant. En raison de la rigidité du protocole de la cour, la condition de la princesse, l'enfant n'étant cependant pas cachée contrairement à beaucoup d'enfants royaux handicapés, n'est pas dévoilée. En tant que princesse héritière, Cécile doit poursuivre ses fonctions, ce qui en temps de guerre consiste surtout en des visites régulières aux blessés de guerre dans le but de maintenir le moral. Très liée à la cour de Russie par sa mère, la princesse est très affectée par la révolution russe de mars 1917. Ses oncles les grands-ducs Nicolas, Georges et Serge Mikhaïlovitch sont en effet assassinés.
La situation politique et économique de la dernière année de la guerre devient de plus en plus désespérée. Le 6 novembre 1918, le nouveau chancelier impérial, le prince Max de Bade, rencontre le ministre Wilhelm Solf pour discuter de l'avenir de l'Empire allemand. Ils sont tous deux d'avis que la monarchie ne peut survivre qu'avec la destitution du Kaiser et de son fils le prince héritier et la mise en place d'une régence nominal de la princesse héritière Cécile pour son fils le prince Guillaume. Une telle idée disparaît rapidement lorsque Friedrich Ebert devient chancelier et que la république est déclarée quelques jours plus tard. Le Kaiser et le prince héritier traversent la frontière pour s'exiler aux Pays-Bas. Cécile vit à Potsdam avec ses jeunes enfants pendant la période révolutionnaire. Elle quitte Cecilienhof avec ses enfants pour rejoindre sa belle-mère dans la relative sécurité du Nouveau Palais. C'est ici que l'impératrice Augusta-Victoria lui déclare : « La révolution a éclaté. Le Kaiser a abdiqué. La guerre est perdue ».

### Entre-deux-guerres

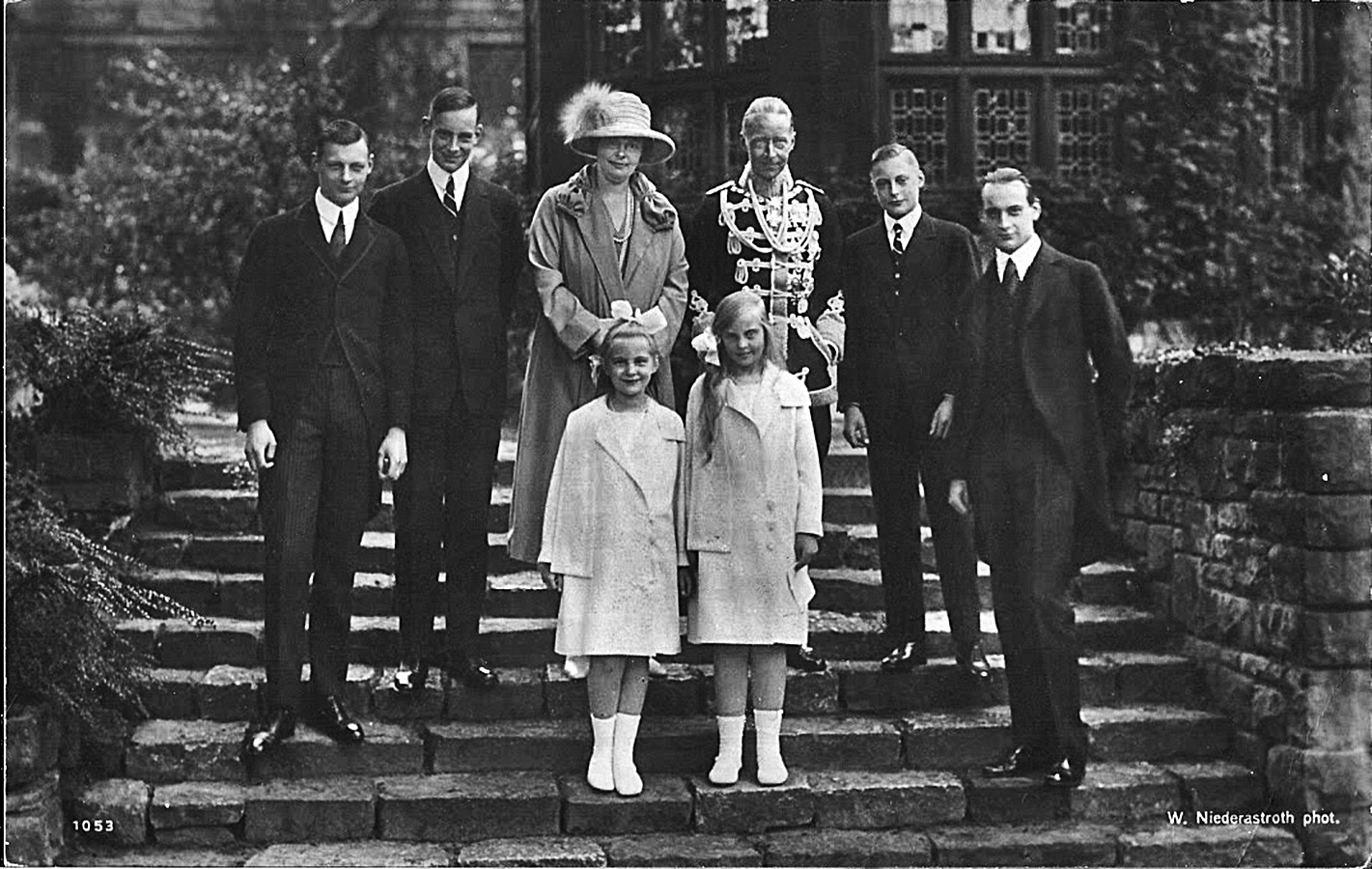
La princesse et sa famille en 1925, de gauche à droite : le prince Guillaume, le prince Hubert, la princesse héritière Cécile, le prince héritier Guillaume, le prince Frédéric et le prince Louis-Ferdinand de Prusse ; les princesses Alexandrine et Cécile de Prusse sont au premier rang.

La princesse Cécile est réaliste quant à la nouvelle situation politique à laquelle sa famille et l'Allemagne sont confrontées. L'ancienne impératrice s'exile pour rejoindre son mari et la princesse héritière est disposée à faire de même, mais préfère rester en Allemagne avec ses enfants si possible. Elle y est autorisée et le 14 novembre, elle quitte le Nouveau Palais et retourne à Cecilienhof. À la suite de ce changement de situation, Cécile réduit de moitié son personnel de maison. Le tuteur de ses enfants quitte son service et, par conséquent, ses deux fils aînés, les princes Guillaume et Louis-Ferdinand, fréquentent pour la première fois une école. Cécile se sent solidaire du sort du peuple allemand. En réponse à une allocution de l'Union des femmes allemandes à Berlin, l'ancienne princesse héritière déclare : « Je n'ai besoin d'aucune sympathie. Je suis dans la belle situation qui peut arriver à toute femme allemande, l'éducation de mes enfants en tant que bons citoyens allemands ». La maison de Hohenzollern possèdent encore des propriétés privées considérables en Allemagne en raison d'un accord provisoire conclu entre la dynastie et le gouvernement en novembre 1920, et le château d'Oels, avec 10 000 hectares de terres exploitables en Silésie, fournit des revenus substantiels à la famille de Cécile.
Son époux n'est autorisé à retourner en Allemagne qu'en 1923. En l'absence de son mari, Cécile est devenue la figure de proue de la maison de Hohenzollern. Le soir du 13 novembre 1923, le couple est réuni au château d'Oels. Les années de séparation et le comportement de Guillaume ont réduit le mariage à néant, mais Cécile est déterminée à préserver les apparences, même à distance, son mari s'installant en Silésie alors qu'elle reste à Cecilienhof. Le couple se réunit lorsque c'est nécessaire dans l'intérêt de l'unité familiale pour les mariages, les confirmations, les baptêmes et les funérailles.
Cécile reste active au sein de plusieurs organisations caritatives telles que le Fonds de la reine Louise, l'Union des femmes de la patrie et les Dames de l'Ordre de Saint-Jean, tout en se gardant de toute implication politique. Avec l'arrivée au pouvoir du Parti national-socialiste en 1933, toutes ces organisations caritatives sont dissoutes. À Cecilienhof, elle se consacre à sa passion, la musique. Elle fait donner des concerts privés et bientôt de nombreux chefs d'orchestre et musiciens réputés comptent parmi ses amis proches, comme Bronisław Huberman, Wilhelm Kempff, Elly Ney, Wilhelm Furtwängler et le jeune Herbert von Karajan.

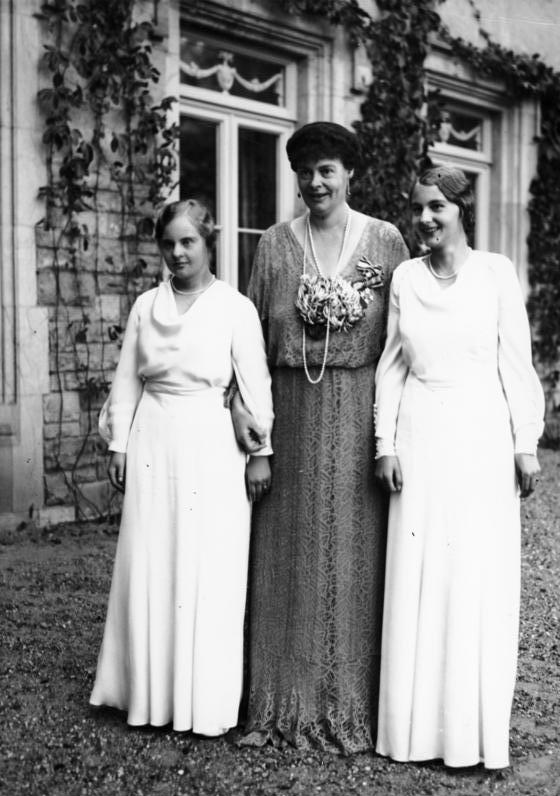
La princesse Cécile de Prusse vers 1930 avec ses filles : Alexandrine (à gauche) et Cécilie (à droite).

Son fils aîné, le prince Guillaume, perd sa position d'héritier présomptif lorsqu'il épouse Dorothée von Salviati le 3 juin 1933, la mariée n'étant pas issue d'une famille royale. En effet, même si la dynastie a été officiellement déposée, ses règles strictes persistent. L'ancien prince héritier et la princesse sont plus compréhensifs envers leur fils que le Kaiser exilé. Cécile se réjouit ainsi lorsqu'elle devient grand-mère pour la première fois le 7 juin 1934. En 1935, le deuxième fils de Cécile, après des études d'économie et un séjour aux États-Unis comme mécanicien pour Ford, travaille avec la Lufthansa. Le troisième, Hubert, après une carrière dans l'agriculture, rejoint l'armée de l'air pour devenir pilote. Son plus jeune fils, Frédéric, se lance dans les affaires. En mai 1938, le prince Louis-Ferdinand épouse la grande-duchesse russe Kira Kirillovna, fille du prétendant au trône de Russie, le grand-duc Cyrille Vladimirovitch, à Cecilienhof. C'est la dernière grande fête familiale avant le déclenchement de la guerre en septembre 1939.

### Seconde Guerre mondiale
Une période de calme relatif pour la famille de Cécile et pour l'Allemagne prend fin avec le déclenchement de la Seconde Guerre mondiale en septembre 1939. Le fils aîné de la princesse, le prince Guillaume, est mortellement blessé au combat à Valenciennes le 25 mai 1940. Il meurt le 26 mai dans un hôpital de campagne à Nivelle. Ses funérailles ont lieu à la Friedenskirche de Potsdam le 28 mai. Plus de 50 000 personnes se rassemblent sur le chemin de sa dernière demeure dans le temple antique de Potsdam auprès de sa grand-mère, l'impératrice Augusta-Victoria. La grande émotion suscité par la mort en héros du prince de la dynastie déchue inquiète et exaspère Adolf Hitler. En conséquence, aucun prince d'une ancienne dynastie allemande n'est autorisé à servir au front et en 1943, Hitler ordonne qu'ils soient tous renvoyés des forces armées.
En 1941, Guillaume II meurt. À 55 ans, le mari de Cécile devient le chef de la maison des Hohenzollern. Alors que sous la monarchie, cela aurait signifié un grand changement pour la vie de Cécile et de son mari, cela devient potentiellement dangereux à cause de la menace nazie. Cécile et son mari se retirent donc au château d'Oels pour mener une vie tranquille, loin des dangers de Berlin. Même Potsdam, à seulement trente minutes en train de la capitale, est trop proche pour être sûr. Alors que la guerre tourne mal pour l'Allemagne, Cécile et sa famille fuient le danger grandissant de l'armée soviétique pour retourner à Potsdam où ils célèbrent Noël en décembre 1944. C'est la dernière réunion familiale dans sa maison bien-aimée. En février 1945, Cécile quitte en effet Cecilienhof pour ne jamais revenir.

### Dernières années
En février 1945, la princesse, âgée de cinquante-neuf ans, n'a d'autre choix que de prendre la fuite devant l'avance de l'armée soviétique. Elle s'installe au sanatorium du docteur Paul Sotier, médecin personnel du Kaiser, à Bad Kissingen, la Bavière étant occupée par l'armée américaine. La tragédie la frappe de nouveau lorsque son fils le prince Hubert meurt d'une appendicite le 8 avril 1950. Au début de 1951, la santé de l'ancien prince héritier se détériore et il meurt le 20 juillet. Le 26 juillet, ses funérailles ont lieu au château de Hohenzollern où il est enterré près de l'urne contenant les cendres du prince Hubert. Au bras de son fils, le prince Louis-Ferdinand, Cécile rend un dernier adieu à son mari. Elle reste à Bad Kissingen jusqu'en 1952, date à laquelle elle déménage dans un appartement du quartier Frauenkopf de Stuttgart.
En 1952, les mémoires de Cécile sont publiées. Dans un acte de réconciliation et d'amitié, l'ancienne princesse héritière est reçue par la veuve du roi George V, la reine Mary, en mai 1952 à l'occasion d'une visite en Angleterre pour assister au baptême de sa petite-fille, la princesse Victoria-Marina de Prusse, fille du prince Frédéric. La sœur de Cécile, la reine douairière danoise Alexandrine meurt le 28 décembre de la même année. Le 3 janvier 1953, Cécile assiste à ses funérailles à la cathédrale de Roskilde. À partir de ce moment, la santé de l'ancienne princesse héritière allemande se dégrade. Elle réussit à lutter avec l'aide de sa famille jusqu'au 6 mai 1954, date à laquelle elle meurt lors d'une visite à Bad Kissingen. Ses funérailles ont lieu le 12 mai 1954, et elle enterrée aux côtés de son époux dans le parc du château de Hohenzollern.

## Distinctions
- 28 mars 1905 : dame de l'ordre de la Couronne précieuse, première classe
- 6 juin 1905 : dame de l'ordre de Louise
- 2 novembre 1905 : dame de l'ordre de la Reine Marie-Louise
- 18 mai 1911 : dame de l'ordre de Sainte-Catherine
- Dame de l'ordre de la Couronne de Wende